# ساموئل ساموئل
ساموئل ساموئل (انگلیسی: Samuel Samuel; ۷ آوریل ۱۸۵۵ – ۲۳ اکتبر ۱۹۳۴) سیاستمدار، کارآفرین و کارآفرین اهل بریتانیا بود، که از بنیانگذاران شرکت نفتی شل پی‌ال‌سی به‌شمار می‌آید.
ساموئل تاجر بریتانیایی و سیاستمدار حزب محافظه‌کار بود. او از سال ۱۹۱۳ تا ۱۹۳۴ در مجلس عوام بریتانیا عضویت داشت و سرمایه‌گذاری‌های گسترده‌ای در شرق آسیا داشت.